# Éric Smara
Pas d'image ? Cliquez ici

a Compétitions nationales et continentales officielles uniquement.

Eric Smara, né le 9 décembre 1978, est un joueur de rugby à XV français qui évolue au poste de pilier.

## Carrière

### Joueur
- Football club villefranchois
- 2005-2009 : US Colomiers
- 2009-2010 : CA Lannemezan

### Entraîneur
- 2014-2016 : Manager sportif du FCTT Rugby
- Juillet à décembre 2016 : Entraîneur des avants de l'AS Fleurance
- Depuis 2017 : Entraîneur des avants de l'équipe espoirs du Stade toulousain féminin

## Palmarès
- Champion de France de Fédérale 1 2008